# 泥地球場

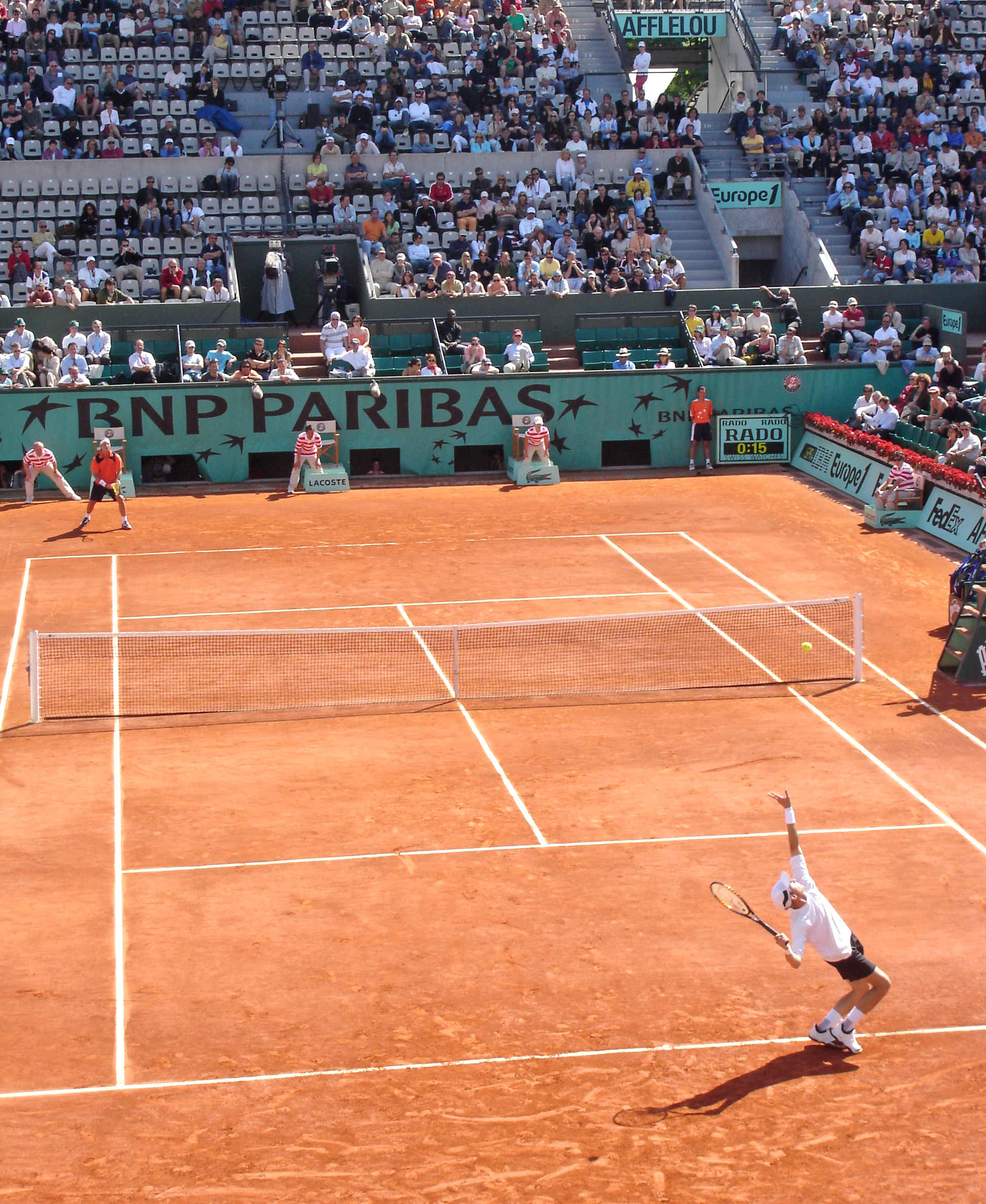
泥地球場

泥地球場為網球主要四種場地其中一種。其重要的建造材料是磚塊粉末或頁岩等石材粉末，顔色為紅色或綠色。紅色泥地球場即為一般所稱紅土球場、綠色泥地球場即為一般所稱綠土球場、藍色泥地球場即為一般所稱藍土球場。著名的大滿貫賽事之一法國網球公開賽就是採用紅土球場。
在中國大陸和台灣，不常使用「泥地球場」這個詞彙，經常依據顏色直接稱呼此場地為「紅土球場」或「綠土球場」；在香港，則很常使用「泥地球場」這個詞彙。

## 泥地球場特性
泥地球場在四種主要網球球場（草地球場、硬地球場、泥地球場、地毯球場）中，球的彈跳速度最慢，也彈跳得較高，球員們擊球準備時間較多、較有時間去追球。因而在這種球場較不易快速擊出讓對手無法回擊的球。因此一般而言， 防禦型底線型球員的打法在這種場地上較佔優勢。
在泥地球場上打球時，腳步容易滑動。擅打泥地球場的球員，在跑動後緊急停止時常採用滑步的方式。滑步的技巧在這種場地上很重要。不習慣這種滑動的球員，在泥地球場上打球時，會覺得容易摔倒而有困難，也會比較容易耗損體力，而泥地的泥土容易弄髒球員的衣物與鞋底，因此在泥地球場也經常見到球員用球拍等物品將鞋底的泥土給拍除。
泥地球場的獨特之處在於，網球的球印容易清楚的印在球場上，便於判定球是否出界，無須如一般硬地球場透過鷹眼來挑戰判決。
泥地球場上的球速會因天候而有些微的變化。在乾燥天氣，泥地球場的球速會變得稍快；在潮濕天氣，泥地球場的球速會變得更慢。
泥地球場的造價便宜，因此常做為公共球場，但維護時較費事，常需要灑水、整平、劃線、掃線等。

## 泥地球場種類

### 紅土球場
紅土球場（Red clay court）在歐洲和南美洲較普遍，其球速是所有場地中最慢的。
在ATP賽事方面，較著名的紅土球場賽事有屬於大滿貫賽事的法國網球公開賽，以及三個ATP大師系列賽：蒙特卡洛大師賽、羅馬大師賽、馬德里大師賽三個大師賽以及原為ATP大師賽的漢堡大師賽。另外2024年巴黎奧運的球場與法網的球場一樣都是紅土球場。由於氣候的緣故，一般認為蒙地卡羅大師賽的場地速度和法國網球公開賽最相似，而羅馬大師賽的速度稍快，馬德里大師賽的速度最快，漢堡大師賽速度偏慢。
在WTA賽事方面，較著名的紅土球場賽事有屬於大滿貫賽事的法國網球公開賽和皇冠賽的馬德里大師賽和超五巡迴賽羅馬大師賽。

### 綠土球場
綠土球場（Green clay /Har-Tru court）在美國東部及南部較普遍，其速度介於硬地與紅土球場之間。
在網球職業賽事，採用綠土球場的主要賽事不多，有屬於WTA頂級賽的家庭生活圈盃（Family Circle Cup）。
ATP賽事部分，美國網球公開賽在1975-1977年即採用綠土。ATP250賽的美國休士頓公開賽在2006年以前採用跟法國網球公開賽一樣的紅土，2007年則改回綠土，2008年末後又改回紅土，惟其紅土僅是顏色上不同，土質跟原本美國綠土一樣，而跟南美、歐洲的紅土球場有極大差異。

### 藍土球場
藍土球場（Blue clay court）僅在2012年的馬德里大師賽出現過，由於球場上的球速太快，且造成選手移動危險，評價十分不佳，拉斐爾·納達爾甚至說：「那根本不是泥地球場」。賽後ATP宣布該種球場不使用在巡迴賽當中。